# 杰索尔机场
杰索尔机场（英語：Jessore Airport）是孟加拉国库尔纳专区杰索尔市的一个机场，由孟加拉國民用航空局營運及維護。它也被孟加拉國空軍用作BAF Matiur Rahman 基地及孟加拉國空軍學院訓練機場的一部分。

## 航空公司和目的地
| 航空公司         | 目的地 |
| ---------------- | ------ |
| 孟加拉航空       | 達卡   |
| Novoair          | 達卡   |
| 麗晶航空         | 達卡   |
| 美国－孟加拉航空 | 達卡   |